# 神代しずく
神代 しずく（かみしろ しずく、1986年7月7日 - ）は、日本の元AV女優。
石川県出身。血液型:A型。身長:162cm。スリーサイズ:B82(C)・W56・H82。

## 略歴・人物
2006年5月に現役レースクイーンの触れ込みでAVデビュー。萌え系ベビーフェイスと抜群のスタイルで人気を得る。
その後「姫宮しおり（ひめみや しおり）」名義で1本作品が発売され、2007年より「美羽かのん（みわ かのん）」の名前で活動。
2007年中に引退したと思われたが2009年に新作が発売される。

## 出演作品

### アダルトビデオ
神代しずく 名義
- 現役萌えレースクイーンがAVデビュー 完全版 （2006年5月19日、おかず。） ※デビュー作
- 僕だけのペット ご奉仕メイド 完全版 （2006年6月16日、おかず。）
- 夜勤病院 完全版 （2006年7月21日、おかず。）
- VERY BEST OF 神代しずく （2005年8月18日、おかず。） ※総集編
- セル初・超デジモ （2006年8月18日、レアル・ワークス）
- 僕、専用。Z 19 （2006年9月1日、ゴーゴーズ）
- やりすぎファン感謝DAY!! 神代しずくとしてみませんか? （2006年10月20日、KUKI）
- じゅーだいいえで体験記 66 中出し美少女 シズちゃん （2006年11月1日、プレステージ）
- REC 07 （2006年11月1日、プレステージ）

姫宮しおり 名義
- Sister Princess （2006年12月8日、エー・エス・ジェイ）

美羽かのん 名義
- 姉妹 2 萌えコスとスペレズ&ごっくん （2007年2月25日、しのだプロジェクト）
- Lozen Maiden （2007年8月10日、TMA）
- パンストドキュメント 10 （2007年9月15日、ジャネス） ※「KANON」名義
- R-18 （2007年10月3日、GLAY'z） ※「れいな」名義
- レイヤー少女の秘密 5 （2007年11月16日、ain2Studio）…オムニバス作品
- ロリギャル 〜即アポ モバイル援交〜 （2007年12月7日、GLAY'z）…オムニバス作品
- プレミアム・ブルマ少女 3 （2007年12月10日、ain2Studio）
- 黒タイツの女子校生 2 （2007年12月15日、ジャネス） ※「KANON」名義

無名
- ポロリポロリのステキな人命救助訓練!vol2　（2009年12月31日、のぞき本舗中村屋）